# Nicolás de Castro
Nicolás de Castro Álvarez-Maldonado (1710, Ciudad Rodrigo, Provincia de Salamanca, Región Leonesa(España)-1772, Panamá) fue un militar, profesor y escritor español, que ejerció como gobernador interino de las provincias de Nueva Andalucía y Guayana entre 1757 y 1759 y como gobernador de Panamá entre 1768 y 1769 y en 1772. También promovió la enseñanza de las matemáticas y de la ingeniería militar en la Provincia de Venezuela.

## Biografía
Nicolás de Castro Álvarez Maldonado nació en Ciudad Rodrigo, Salamanca (en Castilla y León, España) en 1710 o en 1727.
Hijo de Nicolás de Castro y Formento y de María Teresa Álvarez Maldonado, ejerció la carrera de militar, siendo oficial del ejército español. Así, luchó contra los austriacos en la Guerra de Sucesión de Austria (1741-1747), desarrollada en Italia. Posiblemente, también entre 1734 y 1735 participó en la reconquista de Nápoles  y, tal vez, de Sicilia. A finales de 1749 o mediados de 1751, llegó como teniente coronel a la Provincia de Venezuela, liderando a las tropas veteranas llevadas por los gobernadores y capitanes generales Julián  de Arriaga (1749) o Felipe Ricardos (1751) para poner fin a la insurrección liderada por el comerciante canario Juan Francisco de León contra la Compañía Guipuzcoana. El 27 de diciembre de 1757 fue nombrado gobernador interino de las provincias de la Nueva Andalucía y Guayana, que en aquel momento estaban fundidas en una sola gobernación, abandonando el cargo el 6 de enero de 1759. En diciembre de ese año, era ya el jefe del Batallón Veterano que ejercía como guarnición en la provincia de Venezuela, en  Caracas. 
El 24 de julio de 1760 estableció una academia de geometría y fortificación para los cadetes y oficiales jóvenes del batallón que él lideraba, debido a que la Provincia de Venezuela, en estos momentos, se hallaba sin ingenieros – hay que mencionar que esto no significa que fuera necesariamente ingeniero pues, como oficial superior, podía tener fácilmente esos conocimientos -.  La academia se situaba en su propia casa, cerca de la plaza Mayor de Caracas. 
Más tarde, bajo orden de la Corona, fueron enviados varios libros de matemáticas,  mientras los alumnos de la academia estudiaban varios textos sobre Fortificación de campaña, geometría y fortificación regular, que él mismo había elaborado. Así, él ejerció de profesor mientras lideraba el batallón Veterano, hasta que Remírez de Estenoz redujo, en octubre de 1761, los miembros del batallón, e hizo cesar a Castro del mando de coronel, aunque permaneció en la provincia cobrando el mismo sueldo. Sin embargo, y aunque en marzo de 1762 el Rey aprobó la decisión de Esternoz,  ese ordenó que Castro continuara siendo el jefe del batallón. De todas formas, la Academia mantuvo sus enseñanzas, al menos, hasta 1768, competiendo con otras academias de la Provincia. Durante el gobierno de José Solano y Bote, Castro fue muy valorado y continuó liderando la Academia y el Batallón Veterano, mientras escribía poesías en su tiempo libre, así como el tratado en verso Instituta militar; A todo esto se le añadían otras 2 obras de enseñanza que él también estaba escribiendo: Preliminares históricos, para enseñar historia a los jóvenes cadetes y Disertaciones militares en la cual, estudiaba “los puntos más problemáticos de la guerra”. En agosto de 1766 ascendió a coronel. En 1768 fue nombrado gobernador de Panamá,  donde se estableció definitivamente y ejerció hasta 1769, siendo teniente del Rey de la Plaza de Panamá. Solo tres años después, fue renombrado gobernador del territorio, aunque de manera interina, en reemplazo de Vicente de Olaciregui. Finalizó allí su manuscrito de Instituta militar. Según diferentes fuentes, murió en Panamá, el 25 de agosto de 1772. o en Caracas en 1793.. Sin embargo es en la Ciudad de Panamá, en la iglesia de La Merced, en el libro identificado como Volumen 1, folio 56, acto 65, donde se encuentra el acto de sepultura de este personaje, con fecha 26 de septiembre de 1772.
El militar venezolano Francisco de Miranda, que conoció más tarde este manuscrito, alabó la obra.

## Vida personal
El 23 de octubre de 1755 se casó  con la condesa Rosalía Pacheco y Mijares de Solórzano y Tovar, en Caracas.